# Rouxmesnil-Bouteilles
Rouxmesnil-Bouteilles – miejscowość i gmina we Francji, w regionie Normandia, w departamencie Sekwana Nadmorska.
Według danych na rok 1990 gminę zamieszkiwało 1686 osób, a gęstość zaludnienia wynosiła 300 osób/km² (wśród 1421 gmin Górnej Normandii Rouxmesnil-Bouteilles plasuje się na 133. miejscu pod względem liczby ludności, natomiast pod względem powierzchni na miejscu 640.).